# (11284) Belenus
(11284) Belenus (1990 BA) – planetoida z grupy Amora okrążająca Słońce w ciągu 2,3 lat w średniej odległości 1,74 j.a. Odkryta 21 stycznia 1990 roku.